# Grupo de operaciones especiales "Maderal Oleaga"
Il XIX Grupo operaciones especiales "Maderal Oleaga" (XIX GOE) è un'unità di forze speciali dell'Ejército de Tierra spagnolo, di stanza nella caserma "Alférez Rojas Navarrete" a Rabasa di Alicante.
Nata nel 1981, fino al 2002 è stata una unità speciale della Legione spagnola. Dal 2017 ha ripreso l'antica denominazione di Bandera de Operaciones Especiales de la Legión "C. L. Maderal Oleaga" XIX (BOEL).
L'unità è intitolata al legionario Juan Maderal Oleaga che fu decorato della croce al valore dell'ordine di San Ferdinando nel combattimento di Edchera in Marocco.

## Organizzazione
L'unità, inquadrata nella Legione, è uno dei tre GOE dipendenti dal Comando operazioni speciali (Mando de Operaciones Especiales) dell'esercito spagnolo.
I membri di questa unità, che sono tutti militari professionisti, ricevono una formazione in:
- combattimento in ambiente marittimo;
- combattimento in ambiente artico e montano;
- sabotaggio e demolizioni;
- paracadutismo e tecniche HALO;
- ricognizione in profondità;
- lotta al terrorismo;
- infiltrazione ed esfiltrazione;
- sniping;
- SERE (sopravvivenza, evasione, resistenza a interrogatori e tortura).

Gran parte della formazione si svolge a Fort Bragg negli USA, presso la sede delle forze speciali americane (United States Army Special Forces). Nel 2002 il nome di BOEL cambiò in XIX Gruppo operazioni speciali "Maderal Oleaga"  e fu trasferito a Alicante cessando così la sua appartenenza operativa alla Legione spagnola.
Attualmente il XIX GOE accetta tra le sue file candidati provenienti sia dalla Legione spagnola che da altre unità di fanteria leggera dell'esercito spagnolo, ed è stato impiegato nelle operazioni in Bosnia Erzegovina, in Kosovo, in Albania, Afghanistan e in Iraq.

### Struttura MOE
- Mando de Operaciones Especiales
  - Cuartel General
  - Unidad de Transmisiones
  - Unidad de Operaciones Especiales "Valencia III"
  - Unidad de Operaciones especiales "Tercio de Ampurdan IV"
  - Bandera de Operaciones Especiales "Legionario Maderal Oleaga XIX"

## Storia

### Origini
Le Operazioni speciali nella Legione spagnola ebbero i suoi antecedenti nelle SOE, le Sezioni Operazioni Speciali, quando, verso il 1970, queste unità furono organizzate nei Tercios Sahariani, una per ogni Bandera. Elitrasportate, fin dall'inizio, ebbero come missione principale la lotta contro-guerriglia nei confronti del Fronte Polisario, missione che compirono in maniera efficace causando perdite tra le file degli insorti. Così simultaneamente, nel 1975, i Tercios del nord Africa organizzarono proprie SOE, portando un totale di 8 unità di questo tipo, 2 per Tercios, nel Corpo.

### Il BOEL
L'entusiasmo e la tenacia dell'ispettore della Legione, il generale D. Tomas Pallas Sierra, portò alla creazione nel 1981 di un'unità, consistente in una Compagnia, (UOEL- Unidad de Operaciones Especiales de la Legión) comandata dal capitano D. Ricardo Castillo Algar. Visti gli ottimi risultati operativi, il generale Pallas pretese la formazione nella Legione di una Bandera de Operaciones Especiales (BOEL) composta da un numero sufficiente di sottufficiali formati OES, richiesta che, tra il 1983-1984, si formalizzerà in un corso OES su base esclusivamente legionaria tenuto presso la città di Ronda.
Il 17 maggio 1985, la Bandera fu nominata UOEL, "Unità Operazioni Speciali della Legione", entrando così a far parte del 4° Tercio "Alejandro Farnesio". 

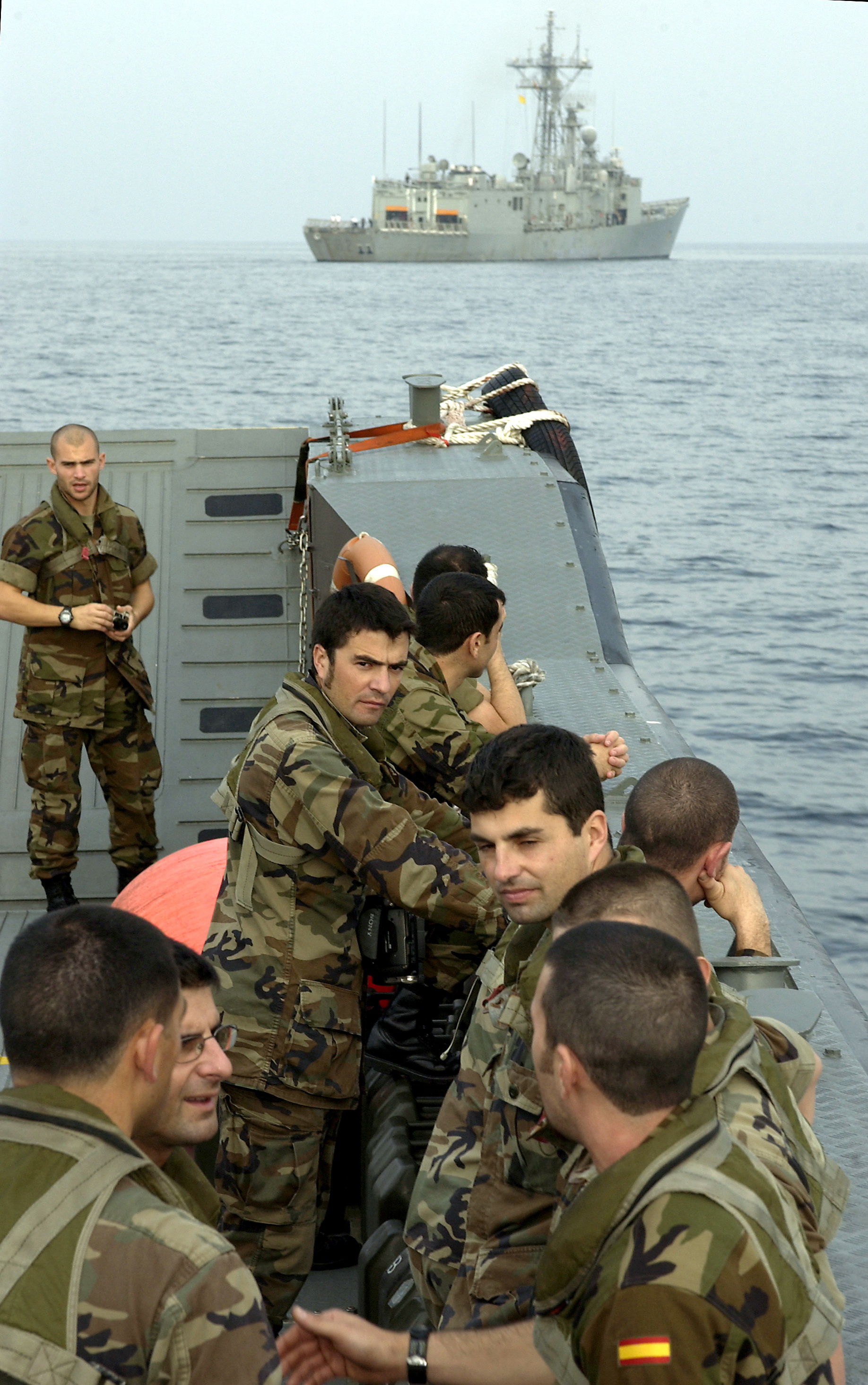
Appartenenti al XIX GOE su una unità da sbarco spagnola nel 2004

Nel gennaio 1996, ai sensi del NG 6/94 EME, la Bandera fu incorporata nella Forza di intervento rapido (FAR) dell'esercito spagnolo. Dopo aver ricevuto diverse intestazioni dalla sua creazione, il reparto prese definitivamente il nome del "Caballero Legionario Juan Maderal Oleaga", ultimo soldato caduto nella campagna del Ifni-Sahara, e il numero XIX in quanto ultima Bandera istituita nella Legione.

### GOE
Nel giugno 2002 il reparto, comandato dal ten.col. Javier Varela Salas fu distaccato dalla Legione e posto alle dipendenze del Comando delle operazioni speciali dell'esercito. È stato trasferito nella città di Alicante, diventando il XIX Grupo de operaciones especiales "Maderal Oleaga". Fin dalla sua nascita, prima come UOEL poi come BOEL, oggi come GOE, ha partecipato a numerose esercitazioni congiunte e combinate e in operazioni in Bosnia ed Erzegovina, Albania, Kosovo, Afghanistan e Iraq.
Nel 2017, divenuto Javier Varela Salas capo di stato maggiore dell'esercito, riportò il reparto nell'ambito delle tradizioni della legione, e pur mantenendo la dipendenza dal MOE, l'unità è stata ridenominata Bandera de Operaciones Especiales de la Legión "C. L. Maderal Oleaga" XIX.

## Missione
La missione principale è quella di effettuare operazioni speciali, di tipo "contro-guerriglia",  infiltrare piccole unità, generalmente composte da sei uomini, in territorio nemico per acquisire obiettivi o recuperare personale.